# 吉田干拓
吉田干拓（よしだかんたく）は、千葉県印西市の大字。2017年10月31日現在の人口は0人。郵便番号270-1600。

## 地理
北は吉田、東は岩戸、南東は岩戸干拓、南は佐倉市先崎干拓、西は八千代市保品、北西は八千代市堀の内に隣接している。

## 交通

### 道路
- 都道府県道
  - 千葉県道263号八千代宗像線